# توماس بريدن
توماس بريدن (بالإنجليزية: Thomas Braden)‏ هو كاتب العمود وصحفي أمريكي، ولد في 22 فبراير 1917 في آيوا في الولايات المتحدة، وتوفي في 3 أبريل 2009 في دنفر في الولايات المتحدة.

## وصلات خارجية
- توماس بريدن على موقع IMDb (الإنجليزية)
- توماس بريدن على موقع إن إن دي بي (الإنجليزية)
- توماس بريدن على موقع قاعدة بيانات الفيلم (الإنجليزية)